# Epidemia de dengue de 2024 en Argentina
La epidemia de dengue de 2024 en Argentina fue un brote de dicha enfermedad, transmitida por el mosquito Aedes aegypti. Es considerada hasta el momento como el brote de dengue más grande de la historia argentina, con un inicio temprano y una persistencia de casos. Se ha atribuido al cambio climático y a la movilidad de personas entre países vecinos con brotes epidémicos. Desde la semana epidemiológica 1 a la 13 del año 2024, se han reportado 215 885 casos, con una tasa de letalidad del 0,07 %. Aunque la vacuna tetravalente TAK-003 ha sido aprobada, su accesibilidad se ve limitada por su alto costo. La escasez de insumos médicos y reactivos para diagnóstico ha provocado una crisis en algunos centros de salud, mientras que las políticas públicas, particularmente en relación con la no inclusión de la vacuna en el calendario obligatorio y ausencia de asignación de fondos para campañas de concienciación, han generado controversia. El 9 de mayo de 2024, el Gobierno anunció que ofrecerá la vacuna contra el dengue, pero sólo limitándose a las zonas endémicas y de mayor prevalencia de casos.
El dengue se ha esparcido mayormente en las provincias del norte grande argentino que en el sur argentino. Probablemente esto se deba a que en la Patagonia se encuentra un clima más frío que en la región del norte.

## Antecedentes
La actual temporada se distingue por ser la más significativa en términos de magnitud exponencial. Además, destaca por la persistencia de casos en todas las semanas hasta el momento. El punto álgido se alcanzó en la semana epidemiológica 11 del año 2024, con un registro histórico de 33 866 casos, marcando el máximo de casos reportados en una sola semana hasta la fecha.

## Causas
El proceso del cambio climático ha producido abundantes lluvias y altas temperaturas, (un fenómeno denominado tropicalización) favoreciendo la reproducción del mosquito transmisor del virus del dengue, adelantando la epidemia este año varias semanas respecto a las temporadas anteriores, que históricamente, los picos de contagio solían ocurrir entre marzo y abril, lo que sugiere un aumento continuo de casos. Las precipitaciones proporcionan más lugares para que las hembras depositen sus huevos, mientras que las temperaturas elevadas permiten que los mosquitos completen su ciclo de maduración y dispersen el virus
El doctor Ricardo Gurtler, investigador del Instituto de Ecología, Genética y Evolución de Buenos Aires, argumenta que el aumento de casos de dengue en Argentina no solo se debe a la situación en Brasil, donde la incidencia de la enfermedad es alta y se ha producido un desplazamiento del virus hacia otras regiones, sino también al intenso intercambio que tiene Argentina con países vecinos como Paraguay y Bolivia. Estos países han experimentado brotes epidémicos de dengue durante el año, lo que podría haber contribuido al aumento de casos en Argentina debido a la movilidad de las personas y la propagación del virus a través de las fronteras.
También es importante tener en cuenta que algunas áreas del país experimentaron un aumento significativo en las precipitaciones debido al fenómeno de El Niño. Esto contribuyó a un exceso de estancamiento de aguas en comparación con los niveles normales. Además, los mosquitos han desarrollado resistencia a temperaturas más bajas, extendiéndose hacia latitudes más al sur de lo habitual.
En sentido complementario, afectó de manera negativa la ausencia una campaña visible y masiva de prevención por parte de la comunicación pública (relacionado directamente a la decisión del gobierno nacional de no invertir en difusión), no permitiendo así alertar a la población a efectuar acciones que mitiguen y combatan el desarrollo de esta epidemia.
Además, el Gobierno Argentino no implementó la vacuna en el calendario.
Esta situación se ve agravada por la falta de control de precios tras el desmantelamiento de las áreas regulatorias por parte del Gobierno Argentino.

## Epidemiología

### Contexto epidemiológico
El brote de dengue, así como otros arbovirus, es analizado por el Ministerio de Salud en el contexto de «temporada epidemiológica», la cual en este caso se encuentra en el período 2023/2024, que abarca desde la semana epidemiológica 31 del año 2023 hasta la semana epidemiológica 30 del año 2024, en la que se han registrado en Argentina un total de 232.996 casos de dengue. De estos, 215 885 casos se han registrado específicamente desde el comienzo del año 2024 hasta la semana epidemiológica 13. De estos casos, el 90 % son considerados autóctonos, el 7 % están en fase de investigación y el 3 % son importados. Datos extraoficiales indican una cifra aproximada de 1 000 000 de casos.
En cuanto la incidencia acumulada hasta el momento en todo el país, se sitúa en 495 casos por cada cien mil habitantes.
Durante este período, se han clasificado 512 casos como dengue grave, lo que representa el 0.2 % del total de casos. Además, se han registrado 161 fallecimientos relacionados con el dengue, lo que representa una tasa de letalidad del 0.069 %.
Es importante destacar que se observa una persistencia de casos a lo largo de todo el período analizado, así como un adelantamiento en el aumento estacional a partir de la semana epidemiológica 40, con una aceleración desde la semana epidemiológica 50 y una aún mayor desde la SE6 hasta la actualidad.
Si bien hay casos de dengue y notificaciones investigadas en todas las provincias de Argentina, actualmente hay 19 jurisdicciones distribuidas en las cinco regiones del país, donde se ha confirmado la presencia del virus del dengue con circulación viral autóctona. Estas áreas incluyen todas las provincias de las regiones del NOA, NEA, Cuyo y Centro, así como la provincia de La Pampa en la región Sur. Por otro lado, no se ha detectado circulación viral autóctona en las provincias de Chubut, Neuquén, Río Negro, Santa Cruz y Tierra del Fuego.

### Circulación de serotipos
Se han detectado tres serotipos de dengue circulando en el país: DEN-1, DEN-2 y DEN-3, con predominio de DEN-2 seguido de DEN-1. En las últimas semanas epidemiológicas, se identificaron 126 casos de coinfección de serotipos DEN-1 y DEN-2, principalmente en las regiones Centro y NEA. Estas coinfecciones no se han asociado a casos fallecidos.

### Grupos de edad
Aunque los casos de dengue se han reportado en todos los grupos de edad, se destaca una mayor incidencia acumulada entre los 15 y los 64 años en comparación con la población general, que tiene una incidencia acumulada de 321.5 casos por cada cien mil habitantes. Esta incidencia disminuye en los extremos de la vida. Se registra una incidencia acumulada mínima en menores de 4 años, con 77 casos por cada 100 000 habitantes, mientras que la máxima se observa entre los 25 y 29 años, con 423 casos por cada 100 000 habitantes.

### Dengue grave
Durante el período comprendido entre la semana epidemiológica 31 del año 2023 y la semana epidemiológica 13 del año 2024, se han registrado en el Sistema Nacional de Vigilancia de la Salud (SNVS) un total de 512 casos clasificados como dengue grave en 18 jurisdicciones, con 161 casos fallecidos reportados en 16 jurisdicciones. De estos fallecimientos, 151 casos corresponden al año 2024.
La región Centro aporta el mayor número de casos de dengue grave, seguida por la región NEA. La tasa de letalidad a nivel país hasta el momento es del 0.07%. Se ha podido determinar el serotipo involucrado en 57 de los casos, siendo 40 casos del serotipo DEN-2 y 17 casos del serotipo DEN-1.
No se aprecian discrepancias en la proporción de fallecidos según su sexo, con un equilibrio entre los registros de personas de sexo legal femenino y masculino, ambos representando el 50 %. La edad mediana de los fallecidos fue de 49 años, con una variación que va desde menores de 1 año hasta 91 años. Los fallecimientos ocurrieron en todas las franjas de edad, siendo los mayores de 80 años los más afectados, seguidos por los grupos de 70 a 79, 60 a 69 y 30 a 39 años. Sin embargo, el grupo de 30 a 39 años registró el mayor número de casos en general.
Se registraron comorbilidades en 61 casos fallecidos, siendo las más frecuentes la diabetes, enfermedad cardíaca, obesidad, enfermedad neurológica crónica e insuficiencia renal crónica. Hasta el momento, no se disponen de datos sobre comorbilidades preexistentes en el 62 % de los casos fallecidos restantes.

#### Evolución sintomatológica
Aunque la mayoría de los casos suelen ser asintomáticos, el dengue grave puede provocar la muerte. Los síntomas de alarma del dengue grave suelen aparecer entre 24 y 48 horas después de que la fiebre ha desaparecido. Si una persona experimenta dolor abdominal, vómitos (al menos tres veces en un período de 24 horas), sangrado nasal o de encías, y/o sensación de fatiga, agitación o irritabilidad, es crucial buscar atención médica de inmediato. Los casos graves afectan los vasos sanguíneos y comienzan con fiebre leve, dolor en los ojos, malestar y dolor en las articulaciones y músculos, y posiblemente erupciones cutáneas. Posteriormente, pueden presentarse hemorragias graves en el estómago, intestinos y nariz. La forma más extrema puede conducir a hemorragias severas, shock, o daño a órganos vitales como miocarditis, inflamación aguda del cerebro o hepatitis, y finalmente el fallecimiento.
Entre los casos fallecidos con información clínica completa, los signos y síntomas más frecuentes fueron fiebre, cefalea, mialgias y artralgias, diarrea y dolor abdominal. Hasta la semana 12 en menores de 16 años, el 72 % de los casos presentaron alguna manifestación gastrointestinal, en tanto que hasta la semana 13 en menores de 15 años, el 67 % presentaron alguna manifestación gastrointestinal.

### Segunda infección
La segunda infección por el virus del dengue puede ser mortal, especialmente si la persona infectada desarrolla dengue grave. La Organización Mundial de la Salud (OMS) ha señalado que tener una infección previa por el virus del dengue aumenta significativamente el riesgo de desarrollar dengue grave. Este riesgo se incrementa considerablemente aún más si la segunda infección es causada por un serotipo diferente del virus.
Los grupos con factores de riesgo para desarrollar dengue grave incluyen a los menores de un año, las embarazadas, los adultos mayores de 65 años y las personas con condiciones médicas subyacentes (comorbilidades) que pueden comprometer su sistema inmunológico o su capacidad para combatir la infección. Estos grupos son especialmente vulnerables y deben tomar medidas adicionales para prevenir una segunda infección por el virus del dengue y buscar atención médica urgente si presentan síntomas de la enfermedad.

### Tratamiento
La infección por dengue, siendo de origen viral, carece de un tratamiento específico, centrándose más bien en aliviar los síntomas y manejar sus posibles complicaciones. Para ello, el paracetamol es el medicamento recomendado como antipirético y analgésico, mientras que se desaconseja el uso de AINEs como el ibuprofeno, aspirina o naproxeno debido a su potencial para empeorar la situación al intervenir en la función plaquetaria. Dado que el dengue causa fatiga y dolores corporales, el reposo es esencial, acompañado de baños frecuentes para mantener la temperatura corporal. Además, se recomienda una hidratación constante, bebiendo al menos un litro y medio de agua al día para prevenir la deshidratación y apoyar la recuperación.

#### Vacuna
En abril del 2023, la Administración Nacional de Medicamentos, Alimentos y Tecnología Médica (ANMAT) dio luz verde al uso de la vacuna tetravalente TAK-003 conocida como Qdenga, desarrollada por el laboratorio japonés Takeda, convirtiéndola en la única vacuna aprobada hasta la fecha para combatir el dengue en Argentina.
Esta vacuna se fundamenta en el virus del DENV-2, al cual se le incorpora ADN de los otros tres serotipos. Esta combinación permite proteger contra los cuatro tipos de dengue conocidos. La pauta de vacunación consiste en dos dosis, administradas con un intervalo de tres meses entre cada una.
Está disponible a un costo de 70 000 pesos (equivalentes a 70 dólares en el mercado paralelo), lo que resulta inaccesible para muchos, considerando el salario mínimo de 200 dólares. La organización Panamericana de la Salud (OPS) recomienda su aplicación para quienes ya han sufrido una primera infección.
La Comisión Nacional de Inmunización (CoNaIn) ha sugerido al Gobierno que proceda con la aplicación de una «estrategia específica de vacunación», enfocada en áreas particulares o grupos prioritarios. Finalmente, el Gobierno la incorporó al calendario de vacunación el 10 de mayo.

## Políticas públicas
Aunque el Ministerio de Salud suele difundir información sobre el dengue a través de diferentes canales como las redes sociales y su página web oficial, el gobierno liderado por Javier Milei ha descartado la asignación de fondos de publicidad oficial utilizados para concienciar sobre esta enfermedad en los medios masivos, a menos que se presente una «emergencia», considerando además que «es culpa del kirchnerismo».en tanto la hipótesis de Adorni fue rechazada por el estratega digital de Milei, Fernando Cerimedo, que apuntó directamente contra el fundador de Microsoft, culpando a Bill Gates por el dengue, posición que asumieron algunos miembros del gabinete.
Manuel Adorni, portavoz presidencial, mencionó que la epidemia de dengue no se considera una prioridad para el gobierno ni necesaria para reactivar la publicidad gubernamental, que el Ejecutivo no ve como necesario incluir la vacuna contra el dengue en el calendario de vacunación obligatorio, a diferencia de Brasil, que tomó esta medida en febrero, y argumentó esta posición señalando que «la efectividad no está comprobada». La vacuna finalmente fue anunciada a inicios de mayo.En paralelo 
en medio de la mayor ola de contagios, el Gobierno libertario decidió desfinanciar la investigación que busca dilucidar cómo el virus tanto del dengue como del zika se multiplicaba y mutaba, acusando a las investigaciones científicas acerca del dengue de dudosa utilidad.En abril cuando el brote se había convertido en la peor epidemia de dengue de la historia Argentina se hizo pública una carta de grupos de científicos, epidemediologos y expertos  en salud, docentes de medicina y jefes de hospitales donde aseguran que la gestión de Milei miente sobre el dengue y afirmando que los libertarios "no han tomado ninguna acción concreta sobre la situación, que desde el primer día de la gestión mostró ser de mayor impacto que en el período anterior".
En respuesta al brote de dengue, dos diputados nacionales de Santa Fe, una de las provincias más afectadas, presentaron un proyecto de ley para establecer medidas de prevención contra la propagación de la enfermedad y para incluir la vacuna contra el dengue en el calendario de vacunación obligatorio.
El ministro Mario Russo declaró sobre la epidemia que la vacuna disponible para la misma «no es de utilidad, no es efectiva, para mitigar un brote» y relativizó el faltante de repelentes, situación a la cual resumió como un simple problema entre la oferta y la demanda.El once de abril el presidente venezolano Nicolás Maduro, ofreció este el apoyo de su país a Argentina para combatir el brote de dengue con productos elaborados por expertos. El mandatario venezolano ofreció ayuda ante la faltante de repelentes expresando "Al pueblo argentino le digo: Venezuela está preparada para ayudarlo a combatir el dengue, ya que Milei los abandonó... El gobierno de la Argentina no hace nada, por el contrario, cierra los centros científicos, cierra las universidades, le quita los recursos a la investigación" finalmente Milei en medio de la escacez que atravesaba Argentina descartaría la ayuda y los productos sanitarios ofrecidos.

### Importaciones
En respuesta a la falta de insumos, el 4 de abril el gobierno de Argentina decidió abrir las importaciones de repelentes de insectos en sus versiones de aerosol, crema, spray y gel y de manera excepcional, sin intervención de la ANMAT y se les eximió a  importaciones del cobro de impuestos . Las medidas se oficializaron en el Boletín Oficial el 8 de abril de 2024, mismo día que llegó el primer cargamento con 22 mil unidades de repelente desde México. Sin embargo, al tratarse de la misma de una donación, los repelentes no se vendieron comercialmente, sino que serán entregados a Caritas y otras organizaciones de beneficencia para su entrega directamente a sectores vulnerables. 
Una segunda importación que vino desde Polonia el 9 de abril sí tuvo la finalidad de abastecer las góndolas de supermercados y farmacias.

## Impacto sanitario
En respuesta al aumento de casos de dengue, varios hospitales públicos han implementado protocolos especiales para la atención de pacientes. En algunas provincias, se han reprogramado cirugías no urgentes para liberar camas y garantizar la disponibilidad para pacientes afectados por esta enfermedad. Las guardias de algunos centros de salud, ya exigidas anteriormente, se han visto desbordadas por la creciente demanda de pacientes con síntomas de dengue. En algunos casos incluso recibiendo atención médica en las salas de espera.
En el Hospital Rivadavia de la ciudad de Buenos Aires, la afluencia de pacientes ha sido tal que en ocasiones la fila de espera ha llegado a rodear la cuadra. Algunas personas con fiebre alta, dolor ocular o malestar gastrointestinal han tenido que esperar sentadas en el suelo o de pie debido a la falta de espacio en las áreas de espera.

## Problemática de insumos

### Repelentes y protectores
En medio de una crisis por el brote masivo de dengue, la compañía multinacional estadounidense S. C. Johnson & Son, propietaria de marcas como OFF!, «Fuyí» y «Raid» en Argentina, se encuentra en el centro de las críticas debido a prácticas abusivas derivadas de su posición dominante en el mercado de repelentes contra mosquitos. Los consumidores se quejan del desabastecimiento del producto y de los precios exorbitantes que varían significativamente entre diferentes comercios.
Mientras que desde la empresa argumentan que están aumentando la producción para hacer frente a la creciente demanda, los consumidores sostienen que los precios exorbitantes, que alcanzan hasta diez veces el valor original, no tienen justificación económica y representan un flagrante abuso hacia la población que busca proteger su salud. El ingrediente principal de estos repelentes, el N,N-dietil-meta-toluamida (DEET), desarrollado por el Departamento de Agricultura de los Estados Unidos en 1946 y liberado para uso público cuatro años después, sigue siendo crucial en la lucha contra los mosquitos transmisores de enfermedades como el dengue.

### Reactivos e insumos médicos
La falta de insumos y reactivos para diagnosticar el dengue está generando una crisis en el sistema de salud de Argentina. La alta demanda de estos elementos, exacerbada por el brote histórico de la enfermedad, ha provocado escasez en los hospitales públicos y privados de todo el país. Los proveedores, mayormente ubicados en Buenos Aires, enfrentan dificultades en la distribución de los reactivos, lo que ha resultado en retrasos en su entrega y en la imposibilidad de realizar pruebas de diagnóstico efectivas. Esta situación se ve agravada por el incremento de precios de los insumos médicos, lo que dificulta aún más su adquisición por parte de las instituciones de salud.
La falta de reactivos está teniendo graves consecuencias en el diagnóstico y tratamiento del dengue, ya que muchos pacientes se ven obligados a esperar largos períodos para obtener resultados de pruebas, lo que retrasa la atención adecuada. Además, esta escasez compromete la capacidad de los hospitales para controlar eficazmente el brote, lo que aumenta el riesgo de propagación de la enfermedad. La situación es especialmente preocupante en provincias como Córdoba y Salta, donde se han registrado altos números de casos y las instituciones de salud están luchando por obtener los insumos necesarios.

## Repercusiones políticas
En la provincia de Buenos Aires, el gobernador Axel Kicillof criticó al presidente Javier Milei, acusándolo de ignorar por completo la «crisis sanitaria». Utilizando un artículo periodístico que sugiere la posibilidad de que el presidente traslade el problema del dengue a las provincias, Kicillof cuestionó su respuesta ante la situación:

Un presidente que se inspira en una ideología o un credo 'liberal libertario', 'anarcocapitalista', 'de la Escuela austriaca del siglo XIX' que nunca ha sido aplicada en ningún lugar, 'decide' desaparecer completamente frente a la epidemia de dengue más grave de la historia.

El ministro de Salud de la provincia de Buenos Aires, Nicolás Kreplak, se unió a los señalamientos contra el Gobierno nacional, señalando la falta de un plan estratégico para abordar el dengue:

Un Gobierno nacional que comienza sus funciones un 10 de diciembre, y que sabe que habrá dengue, no puede asumir sin un plan estratégico. Y aquí no ha habido, ni hay, un plan contra el dengue.